# Vi Đức Hồi
Vi Đức Hồi (nacido c. 1957) es un activista por la democracia vietnamita étnico de Tay y exfuncionario del Partido Comunista de la provincia de Lang Son. Fue encarcelado en 2011 por defender un sistema multipartidista y la democracia.
Hoi se unió al Partido Comunista en 1980 y avanzó a un alto rango para entrenar a otros líderes del partido. En 2006, comenzó a abogar por la adopción de un sistema democrático. Al año siguiente, fue despojado de su rango y expulsado del partido. Más tarde comenzó los blogs como un miembro de la prodemocracia con Bloc 8406 en la red, escribiendo comentarios sobre conflictos de tierras del gobierno y en "general cuestiones de lucha contra la corrupción".